# Маранцман, Владимир Георгиевич
Влади́мир Гео́ргиевич Мара́нцман (30 июля 1932 — 5 января 2007, Санкт-Петербург) — советский и российский литературовед, методист, переводчик, поэт. Доктор педагогических наук (1979), профессор, заведующий кафедрой методики преподавания русского языка и литературы РГПУ, член-корреспондент РАО по Отделению общего среднего образования (1993).

## Биография
В 1950 году окончил Ленинградский педагогический институт, учительствовал в школе.
С 1963 года работал на кафедре методики преподавания русского языка и литературы Герценовского педагогического института. Здесь он защитил кандидатскую (1965, «Изучение биографии писателя и эстетическое воспитание учащихся старших классов средней школы») и докторскую (1979, «Анализ литературного произведения в соотношении с читательским восприятием школьников») диссертации. Возглавил кафедру в 1989 году.

## Научная деятельность
Всю жизнь занимаясь методикой преподавания литературы, В. Г. Маранцман стремился расширить её границы, разработать принципы взаимодействия искусств на уроке литературы. Диалог культур, стилей и авторов он рассматривал как смысловое поле, в котором должен зазвучать голос ученика.
Его всегда привлекали педагогические технологии, активизирующие познавательную деятельность школьников, способствующие творческой самореализации личности. Показательно, что через два года после появления книги дидакта А. М. Матюшкина «Проблемные ситуации в мышлении и обучении» (М., 1972), в которой обосновывались основные категории и понятия проблемного обучения как педагогического метода (проблемный вопрос, проблемная ситуация, цепочка проблемных ситуаций и т. д.), В. Г. Маранцман в соавторстве с Т. В. Чирковской адаптировал этот метод к преподаванию литературы.
Ученый-методист рассматривал данный метод как наиболее эффективный, так как проблемный вопрос, организующий проблемную ситуацию, всегда внутренне противоречив и побуждает читателя-школьника искать свой вариант ответа из многих возможных. Проблемную ситуацию он трактовал как завязку свободной дискуссии, формирующей навыки читательской рефлексии. В ситуации идеологически выдержанных трактовок классики побуждение ученика самостоятельно выбирать свою позицию по отношению к тексту, самостоятельно определять свою точку зрения и на этом основании строить интерпретацию было шагом к раскрепощению методической и профессиональной мысли.
Диалог читателя с текстом, развивающийся в равноправном диалоге учителя и ученика, совместный поиск истины в столкновении мнений — таковы, по мнению учёного, педагогические основания литературного образования. Художественный текст многозначен и, следовательно, всякая однозначность интерпретации есть примитивизация авторской концепции. Именно в примитивизации технологий литературного образования, не позволяющих раскрыть многозначность художественного текста, В. Г. Маранцман видел одну из причин падения интереса школьников к литературе.
В. Г. Маранцман создал свою методическую школу. Его учеников можно встретить в коллективах школ по всей территории бывшего Советского Союза. Им и его коллегами подготовлены учебники литературы для российских школьников.

## Работы
Автор более 350 научных работ, двух десятков книг
Последняя строфа последней его поэмы:
У редких радостей столь долгий след,

что не прогнать возвратного порыва, 

хотя песок заносит торопливо 

сеть радостей, грозя в часы отлива 

оставить в памяти лишь эхо бед.

## Переводы
- Божественная комедия Данте (трижды переиздавался[уточнить])
- «Книга песен» Петрарки — впервые полный сборник Canzoniere на русском языке[уточнить].